# Tîrnova
Koordinaten: 48° 10′ N, 27° 39′ O

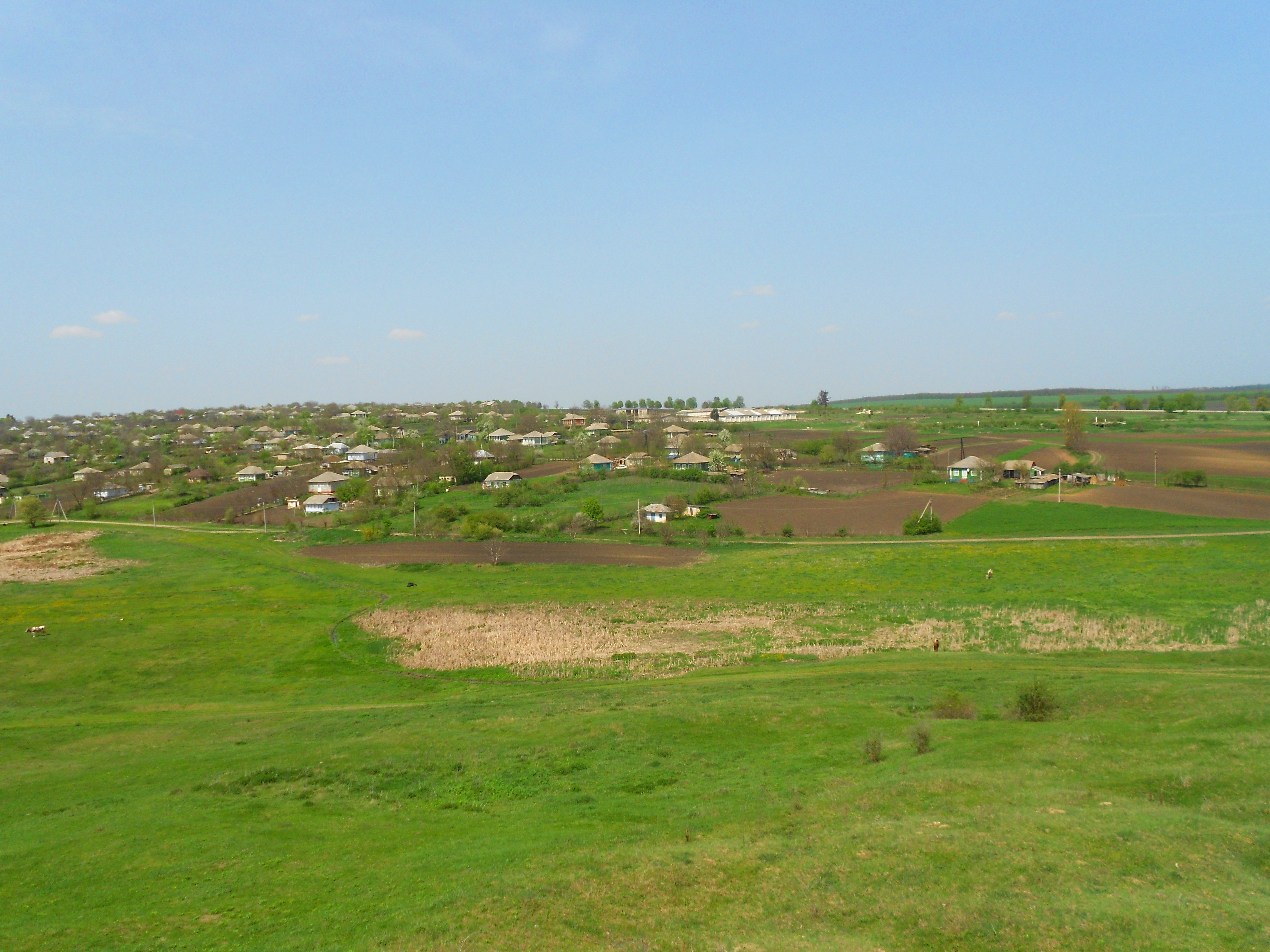
Blick auf Tîrnova

Tîrnova ist eine Gemeinde im Rajon Dondușeni im Norden der Republik Moldau. Im Jahre 2004 hatte der Ort 4.606 Einwohner.
Im Ortsteil Briceva befindet sich ein jüdischer Friedhof.

## Söhne und Töchter der Gemeinde
- Boris Trakhtenbrot (1921–2016), Informatiker und mathematischer Logiker
- Gary Bertini (1927–2005), Komponist und Dirigent